# Liste der Baudenkmäler in Derendorf
Die Liste der Baudenkmäler in Derendorf enthält die denkmalgeschützten Bauwerke auf dem Gebiet von Düsseldorf-Derendorf, Stadtbezirk 1, in Nordrhein-Westfalen. Diese Baudenkmäler sind in der Denkmalliste der Stadt Düsseldorf eingetragen; Grundlage für die Aufnahme ist das Denkmalschutzgesetz Nordrhein-Westfalen (DSchG NRW).

## Baudenkmäler
| Bild                                   | Bezeichnung                            | Lage                                                                             | Beschreibung | Bauzeit               | Eingetragen seit   | Denkmal- nummer |
| -------------------------------------- | -------------------------------------- | -------------------------------------------------------------------------------- | --- | --------------------- | ------------------ | --------------- |
| weitere Bilder                         | Musterbausiedlung am Nordfriedhof      | Am Adershof 4, 6–11, Hugo-Viehoff-Straße 1–3, 7–17, Am Tannenwäldchen 1–16 Karte | Die Siedlung „Am Tannenwäldchen“ (am Nordfriedhof) entstand 1919/20 im Norden von Düsseldorf als Musterbausiedlung für schnell und in kostensparender Bauweise erstellte Wohnbauten. An ihrer Entstehung waren bekannte Architekten, wie Josef Kleesattel, Eduard Lyonel Wehner, Franzius und Carl Krieger (1867–1957), große Baufirmen, wie Mayss & Freytag, Dyckerhoff & Widmann, Beton- und Monierbau und die Westdeutsche Siedlungsbau GmbH beteiligt. Für die Entstehung der „Musterbausiedlung am Nordfriedhof“ war die damalige wirtschaftliche und finanzielle Situation nach dem Ersten Weltkrieg ausschlaggebend. Infolge der großen Baustoffknappheit versuchte man, neue Baustofftechniken zu entwickeln, die die alten herkömmlichen Baustoffe ersetzen sollten und dabei bestimmte Anforderungen, wie den Wärmeschutz erfüllen mußten. Um Erfahrungen auf dem Gebiet der Spar- und Ersatzbauweise sammeln zu können, wurde von der Stadt Düsseldorf in den Jahren 1919/1920 eine Musterbausiedlung errichtet, um die einzelnen von bedeutenden Firmen entwickelten Systeme zu erproben. In die Bereichsgrenze wurde die Bebauung an der Johannstraße 2–20 als erhaltenswert eingestuft und mit einbezogen, da sie zeitgleich und in offensichtlicher Abstimmung mit dem Bau der Musterbausiedlung entstanden ist. | 1919–1920             | 29. Juni 1987      | A 1051          |
| Friedhofskapelle, Grabmale             | Friedhofskapelle, Grabmale             | Am Nordfriedhof 1 Karte                                                          | | 1883                  | 6. Oktober 1987    | A 1076          |
| Grabmal 75/1–16                        | Grabmal 75/1–16                        | Am Nordfriedhof 1 Karte                                                          | Grabanlage der Familie Henkel. Das offene Bauwerk vom Architekten Walter Furthmann erbaut, erinnert an einen Tempel, der von einer Glaskuppel überdacht ist. Im Innenraum befindet sich eine Frauenfigur aus weißem Marmor, ein Spätwerk des Bildhauers Karl Janssen, dessen Tochter Gerda mit Hugo Henkel verheiratet war. | 1906                  | 5. Dezember 1988   | A 1166          |
| Grabmal 75/40609–11                    | Grabmal 75/40609–11                    | Am Nordfriedhof 1 Karte                                                          | Geschaffen von der Grabmalwerkstätte des Johann Rittmeyer, gegründet 1877 in Düsseldorf. | 1904                  | 2. Mai 1988        | A 1117          |
| Grabmal 75/40612–14                    | Grabmal 75/40612–14                    | Am Nordfriedhof 1 Karte                                                          | Auf der Grabstätte der Familie Franz Kanehl auf dem Nordfriedhof trauert eine Frauenfigur in Bronze, eine Urnenvase im Arm. Diese Stätte aus schwarzem poliertem Granit wurde von der Werkstatt des Steinmetz Johann Rittmeyer geschaffen. | ca. 1910              | 2. Mai 1988        | A 1116          |
| Gefallenenehrenmal/Kriegerehrenmal     | Gefallenenehrenmal/Kriegerehrenmal     | Am Nordfriedhof 1, Feld 118 Karte                                                | Im Feld 118 befindet sich eine Gemeinschaftsgrabanlage für 1179 Gefallene und zivile Opfer des Ersten Weltkriegs mit dem städtischen Kriegerdenkmal von Architekt Hermann Goerke und Bildhauer Hermann Nolte. | 1916–1921             | 13. Januar 2015    | A 1646          |
| Auguste-Viktoria-Haus                  | Auguste-Viktoria-Haus                  | Blumenthalstraße 12 Karte                                                        | | 1913–1914             | 31. März 1987      | A 1030          |
|                                        |                                        | Bülowstraße 16, 18, 20 Karte                                                     | Der Architekt Joseph Schönen entwarf die viergeschossigen Mietshäuser für den Staatseisenbahner-Bauverein Düsseldorf. Die Bauten sind ein gutes Beispiel für den gemeinnützigen Wohnungsbau, der trotz bezahlbarer Mieten auf eine ansprechende Gestaltung der Häuser nicht verzichtete. | 1925–1926             | 27. September 1982 | A 218           |
|                                        |                                        | Bülowstraße 23 Karte                                                             | | 1927–1928             | 27. September 1982 | A 219           |
|                                        |                                        | Gravelottestraße 2 Karte                                                         | | 1909–1910             | 14. Mai 1985       | A 901           |
| weitere Bilder                         | Hl. Dreifaltigkeit                     | Jülicher Straße 50 Karte                                                         | | 1890–1892             | 9. November 1983   | A 456           |
| weitere Bilder                         | Mahnmalachse, Mahnmal „Drei Nornen“    | Kaiserswerther Straße o. Nr. Karte                                               | Am Ende der Mahnmalachse steht das Mahnmal für die Opfer von Nationalsozialismus, Bombenterror und Krieg des Bildhauers Jupp Rübsam aus dem Jahr 1958, im nordwestlichen Teil des Friedhofs an der Danziger Straße. | 1954–1958             | 4. März 2009       | A 1579          |
|                                        |                                        | Münsterstraße 115 Karte                                                          | | 1905                  | 23. März 1987      | A 1027          |
| weitere Bilder                         | ehem. Schlachthof                      | Rather Straße 23 Karte                                                           | Auf dem Gelände des alten Schlacht- und Viehhof am Haltepunkt Düsseldorf-Derendorf entstand der neue Campus Hochschule Düsseldorf nach Plänen der Nickl & Partner Architekten AG. Historische Bestandsbauten, die ehemalige Großviehhalle, heute Hochschulbibliothek mit dem Erinnerungsort und Campus IT, und das Gebäude der ZWEK, die ehemalige Pferdehalle, sind integriert. | 1896–1899, 1930, 1931 | 24. August 1999    | A 1467          |
| Rheinmetall-Verwaltungsgebäude         | Rheinmetall-Verwaltungsgebäude         | Rheinmetallallee 1, ehem. Ulmenstraße 125 Karte                                  | Architekt: Richard Bauer | 1914                  | 26. September 1997 | A 1426          |
| weitere Bilder                         | Herz-Jesu-Kirche                       | Roßstraße 79 Karte                                                               | | 1904–1908             | 28. Februar 1983   | A 322           |
| weitere Bilder                         | ehem. Offizier-Speiseanstalt           | Roßstraße 133                                                                    | Südlich der ehemaligen Ulanenkaserne auf dem Gelände des alten Kaiserhains als Speiseanstalt für Offiziere in 1895 errichtet; Reiche Sandsteingliederung in Formen des Historismus; Hauptportal mit Doppelsäulen, Gebälk und Volutenaufsatz. Heute befindet sich hier das „Haus der Stiftungen NRW“ (Nordrhein-Westfalen-Stiftung Naturschutz, Heimat- und Kulturpflege). | 1895                  | 19. September 2001 | A 1499          |
| Forschungsinstitut der Zementindustrie | Forschungsinstitut der Zementindustrie | Tannenstraße 2 Karte                                                             | Verwaltungsgebäude, Architekt: Ernst Neufert und Peter Neufert | 1954–1956             | 15. Februar 2016   | A 1672          |
| weitere Bilder                         | ehem. Artillerie-Kaserne               | Tannenstraße 24a–e, 26 Karte                                                     | Auf der Kasernenanlage von ca. 10 Hektar aus wilhelminischer Zeit zwischen Tannenstraße, Roßstraße, Johannstraße und Ulmenstraße waren von 1890 bis 1918 vier Truppengattungen untergebracht: Niederrheinisches Infanterie/Fuesilier Regiment Nr.39, Westfälisches Ulanen-Regiment Nr. 5, Westfälisches Feldartillerie-Regiment Nr. 7 (Kavallerie). Gedenktafel am Gebäudekomplex an der Tannenstraße: „Hier fand das 3. Lothr. Inftr. Regt. 135 Diedenhofen von 1914–1918 seine zweite Heimat.“ Die alten Gebäude, Infanterie mit gelben Klinker und Artillerie mit roten Klinker, stehen alle unter Denkmalschutz und wurden ab 2006 für neuen Wohnraum restauriert. | ab 1890               | 19. September 2001 | A 1499          |
|                                        |                                        | Tannenstraße 27 Karte                                                            | Architekt: Franz Böhmer | 1904                  | 27. September 2010 | A 1600          |
|                                        |                                        | Tannenstraße 37 Karte                                                            | | 1903                  | 8. November 1985   | A 949           |
| Alter Jüdischer Friedhof               | Alter Jüdischer Friedhof               | Ulmenstraße 187 Karte                                                            | Das Eingangstor zum alten jüdischen Friedhof, dessen Gelände sich bis hin zur Baumstraße zieht, befindet sich an der Ulmenstraße. Das Friedhofsgelände ist ein verwildertes, nicht gut einsehbares, abgeschlossenes Grundstück, und als Friedhof von außen nicht erkennbar. „Im Eingangsbereich stand die 1892 errichtete Gebetshalle und die Gärtnerwohnung, die im Zweiten Weltkrieg zerstört wurden. Rechts vom Hauptweg befinden sich die Kindergräber, links gelangt man über einen schmalen Weg zu den ältesten Gräbern des Friedhofs sowie zu den Gräbern der gefallenen Soldaten des Ersten Weltkriegs. Der Hauptweg führt weiter durch den 1877 bis 1905 belegten Teil des Friedhofs. In der Mitte befinden sich zwei Reihen von dicht aneinander gestellten Gräbern, die von anderen Düsseldorfer Friedhöfen zum Friedhof an der Ulmenstraße umgebettet worden sind. Dahinter befindet sich die Erweiterung des Friedhofs, dessen Gräber von 1905 bis 1922 angelegt worden sind.“ | 1844                  | 30. Januar 2004    | A 1522          |
| sechs Mazewa                           | sechs Mazewa                           | Ulmenstraße, bei Nr. 236d, jüdischer Friedhofsteil des Nordfriedhofs Karte       | Die sechs jüdischen Grabsteine aus dem 18. Jahrhundert stehen neben der Friedhofshalle und Gedenkstätte der jüdischen Gemeinde des neuen jüdischen Friedhofs, der ein eigenständiger Teil des Nordfriedhofs der Stadt Düsseldorf ist. Darunter der in 1782 für Isaac Geldern, Großonkel Heinrich Heines mütterlicherseits, gesetzte und in 1907 beim Legen einer Gasleitung nähe Kasernenstraße aufgefundene Grabstein. | 18. Jh.               | 1. September 1992  | A 1241          |
|                                        |                                        | Yorckstraße 2–20, Bülowstraße 25, Jülicher Straße 100, 102, 102a Karte           | | 1927–1928             | 27. September 1982 | A 198           |